# فوق د لا کوقن

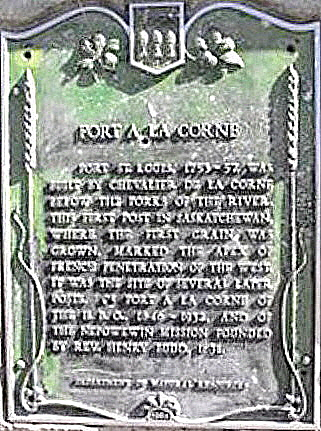
فوق د لا کوقن

فوق د لا کوقن (انگلیسی: Fort de la Corne) یکی از دو قلمرو فرانسوی است که در 20 سال گذشته در رودخانه ساسکاچوان مستقر شده است.